# Kreuzgangstraße 7

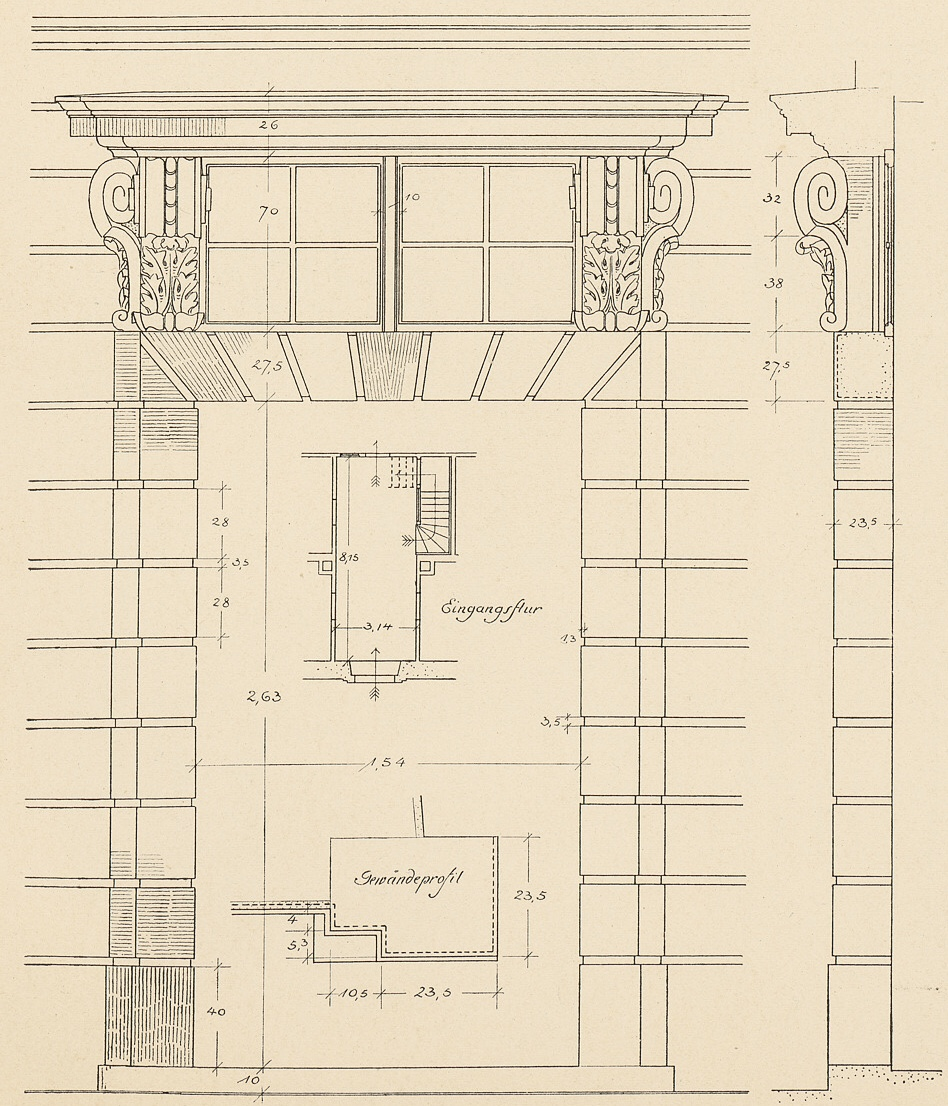
Zeichnung aus dem Jahr 1915 des Portals des Hauses Kreuzgangstraße 7

Das Haus Kreuzgangstraße 7 war ein Gebäude in Magdeburg im heutigen Sachsen-Anhalt. Es wurde im Zweiten Weltkrieg zerstört und gilt als verlorengegangenes Baudenkmal.

## Lage
Es befand sich in der Magdeburger Altstadt auf der Nordseite der Kreuzgangstraße in einer Ecklage zur östlich des Gebäudes einmündenden Poststraße. Etwas weiter östlich, auf der anderen Seite der Einmündung, befand sich das bekannte Haus Kreuzgangstraße 5. Durch den sich nicht an die historische Stadtstruktur haltenden Wiederaufbau der Stadt nach den Zerstörungen des Zweiten Weltkrieges, verläuft die heutige Kreuzgangstraße nicht mehr in West-Ost-, sondern in Nord-Süd-Richtung. Der ehemalige Standort befindet sich heute etwa mittig an der Ostseite des Hundertwasserhauses Grüne Zitadelle.

## Architektur und Geschichte
Das Gebäude diente ursprünglich als Kämmerei des Nikolaistiftes und befand sich im Gebiet der Stiftsfreiheit von Sankt Nikolai. Es unterstand der Gerichtsbarkeit der Möllenvogtei. Für das Jahr 1631 ist der Stiftskämmerer Zacharias Faber als Bewohner überliefert. Nach der Zerstörung Magdeburgs im Jahr 1631 lag das Grundstück wüst. 1666 errichtete der Kämmerer Elias Rudolphi auf dem hinter dem Kreuzgang gelegenen Grundstück ein neues Haus. Seine Erben verkauften das Anwesen 1685 für 95 Taler an Johann Georg Ärschel, der Dechant von Sankt Nikolai war. Ärschel lebte weiter östlich im Haus Kreuzgangstraße 4. Er nutzte das Grundstück zur Vergrößerung seines Gartens.
1723 wurde das kleine von Rudolphi errichtete Haus dann wieder abgerissen. In diesem Jahr erwarb Oberstleutnant Gerhard Cornelius von Walrave das Grundstück. Auf dem Grundstück befanden sich mehrere kleine Buden, die Walrave abreißen ließ. Walrave ließ durch Architekten Preusser das bis zum Zweiten Weltkrieg bestehende Gebäude errichten. Vom westlich angrenzenden Nachbargrundstück Kreuzgangstraße 8 trennte Walrave ein Teil des dortigen Gebäudes mit zwei Kammern ab und gliederte sie in den von ihm errichteten Neubau ein. In der Nachbarschaft befand sich die Post. 1727 wurde Walrave von König Friedrich Wilhelm I. das Recht verliehen, die Postpassagiere mit einer Gastwirtschaft zu verpflegen und insbesondere auch Wein und Broyhan auszuschenken. Walrave verpachtete die Gaststätte zunächst an einen Gastwirt, verkaufte sie dann jedoch an den Ratmann Joh. Rudolf Braun. Braun vermietete die Gaststätte an den Traiteur Brand, der als Wirt auch den Blauen Hecht führte. Nach Brauns Tod im Jahr 1744 wurde die Gaststätte an den Pfälzer Bürger und Gasthalter Nikolaus Allner, auch Alner, verkauft. Er verstarb 1759. Die Gaststätte führte sein Sohn Heinrich Friedrich Allner weiter, der 1794 verstarb. Seine Erben waren neben seiner Witwe Johanne Magdalene Allner auch zwei Töchter. Die drei verkauften den als Hof von Holland benannten Gasthof 1806 für 6500 Taler an den Gastwirt Joh. Friedrich Philipp Dietrich. In der Zeit um 1810 übernahmen die Allnerschen Erben das Anwesen allerdings schon erneut. 1817 wurde die benachbarte Post an einen anderen Standort verlegt. Die Gastwirtschaft ging daraufhin ein.
Das bis zum Zweiten Weltkrieg bestehende, von Preusser errichtete zweigeschossige verputzte Gebäude war siebenachsig ausgeführt. Die Fassade war durch Lisenen gegliedert.